# Katy Perry Live: Witness World Wide
Katy Perry Live: Witness World Wide – czterodniowa transmisja na żywo przeprowadzona w serwisie internetowym YouTube w dniach 8–12 czerwca 2017 roku przez piosenkarkę Katy Perry w celu promocji jej albumu „Witness”. Transmisja rozpoczęta odliczaniem do premiery albumu i kameralnym koncertem dla małej grupy fanów okazała się kilkudniowym projektem ukazującym cztery dni z życia artystki w specjalnie przygotowanym do tego domu. Finałem akcji był ekskluzywny koncert dla publiczności złożonej z tysiąca fanów, który zakończył się symbolicznym wypięciem rekwizytu ogromnej wtyczki elektrycznej z gniazdka.  
Widzowie oprócz codziennych czynności wykonywanych przez Katy Perry, takich jak jedzenie czy spanie, mieli szansę być świadkami zabaw, dyskusji na różne tematy oraz spotkań ze znanymi i ciekawymi osobowościami. Uwagę mediów skupiła na sobie także sesja z terapeutą, podczas której piosenkarka podzieliła się swoimi zmaganiami z depresją i dawnymi myślami samobójczymi.

## Format i produkcja
Miejscem, w którym żyła piosenkarka, był dawny teatr Kim Sing Theatre w dzielnicy Chinatown miasta Los Angeles. Przestrzeń wydarzenia została przekształcona w awangardową kryjówkę z pomocą projektantki wnętrz, Sally Breer z firmy Etc. For Short. Wszystko było śledzone przez 41 zdalnie sterowanych kamer, co przełożyło się na 5 różnych ujęć jednego momentu, i przypominało program typu Big Brother. Całość nie skupiała się na zaprezentowaniu dopiero co wydanej muzyki, a raczej przedstawieniu znanych Katy Perry osób oraz jej przeszłości. Wydarzenie okazało się sukcesem pod względem medialnym, ponieważ wydawało się, że nowe artykuły opisujące kolejne historie skupiające się na piosenkarce trafiają do sieci co kilka godzin, utrzymując jej nazwisko w nagłówkach. Transmisja zebrała 49 milionów wyświetleń z 190 różnych państw. Film „Katy Perry: Will You Be My Witness?" zawierający sceny zza kulis projektu wyprodukowany przez YouTube Premium został wydany 4 października 2017 roku. Po transmisji maratonu miejsce zostało udostępnione zwiedzającym, a wraz z tym sklep z nowymi gadżetami fanowskimi.

## Skrót wydarzeń

### 9 czerwca
Katy zorganizowała sesję pytań i odpowiedzi oraz wzięła udział w treningu jogi, podczas którego odwiedził ją aktor Jesse Tyler Ferguson. Następnie pokazywała, jak youtuberka Laura Lee wykonywała jej makijaż. Kolejnym punktem tego dnia była sesja terapeutyczna, którą przeprowadził psycholog, doktor Siri Sat Nam Singh. Artystka opowiedziała m.in. o okresie swojego życia, w którym miała myśli samobójcze oraz zmagała się z depresją. Cała sesja miała bardzo emocjonalny charakter. Dzień zakończył się specjalną kolacją, na której pojawiły się: Mia Moretti, Sia, Dita von Teese, Anna Kendrick, Cleo Wade oraz Patty Jenkins.

### 10 czerwca
Perry znowu rozpoczęła swój dzień od sesji pytań i odpowiedzi. Później przystąpiła do medytacji z Tarą Brach oraz treningu. Następnie wraz z charakteryzatorką Kandee Johnson podzieliły się z widzami kilkoma poradami dotyczącymi urody, ponadto Johnson wykonała makijaż Katy. Po południu gościem Perry był aktor Mario Lopez, który razem z artystką rozmawiał na temat organizacji Boys & Girls Club. Artystka spotkała się również z amerykańskim astrofizykiem Neilem deGrassem Tysonem oraz konkurowała z Gordonem Ramsayem w przygotowaniu lepszego dania. Perry rozmawiała również z RuPaulem. W ciągu dnia piosenkarka wzięła udział w dwóch podcastach, w tym jednym z Arianną Huffington, podczas którego opowiedziała o swoim konflikcie z Taylor Swift. Wieczorem zorganizowana została kolejna kolacja, której współgospodarzem była aktorka i aktywistka America Ferrera. Pod koniec dnia Perry wzięła udział w przyjęciu, podczas którego odsłuchano jej najnowszy album „Witness”.

### 11 czerwca
Rankiem Katy została odwiedzona przez Jamesa Cordena. Razem zagrali w grę typu „prawda czy wyzwanie”; gdy jeden z uczestników nie odpowiedział na zadane przez drugiego pytanie, musiał zjeść coś obrzydliwego. Perry została zapytana m.in. o uszeregowanie w kolejności od najgorszego do najlepszego kilkoro swoich partnerów z przeszłości. Tego dnia makijaż artystki wykonał youtuber Patrick Starrr. Wieczorem piosenkarka zaprosiła kilku gości: komik Margaret Cho, olimpijską złotą medalistkę Caitlyn Jenner, aktywistę Van Jonesa, liberalną komentatorkę polityczną Sally Kohn, republikańską strateg Anę Navarro, komik Amandę Seales oraz DJ-a Yung Skeetera. W nocy Katy w towarzystwie kanadyjskiej modelki Gigi Gorgeous obejrzała dokument „This is Everything: Gigi Gorgeous”. Ponadto artystka znowu wzięła udział w kilku podcastach, m.in. z Michaelem Ianem Blackiem. Rozmawiała również z obrońcą praw człowieka DeRayem Mckessonem.

### 12 czerwca
12 czerwca Katy przygotowywała się do finałowego koncertu. W trakcie wykonywania jej makijażu odwiedził ją zespół Pentatonix. Pod koniec dnia w Ramon C. Cortines School of Visual and Performing Arts odbył się koncert.

## Odbiór
Projekt Perry spotkał się z mieszanymi opiniami od krytyków. Amanda Petrusich z The New Yorker stwierdziła, że każdy moment "Witness World Wide" wydawał się w odbiorze ociężały z powodu swoich promocyjnych intencji oraz mało spontaniczny czy szczery, a strach piosenkarki przed klęską sprawił, że transmisja była wyjątkowo nudna do oglądania. Joey Pucino w swoim artykule opublikowanym na łamach The Sydney Morning Herald nazwał transmisję "jedną z najdziwaczniejszych reklamowych sensacji". Sarah Daffy z australijskiego The Daily Telegraph doceniła Perry za zwrócenie uwagi na kwestie problemów zdrowia psychicznego. Pochwaliła ją za otwarcie się emocjonalnie przed widzami i za "popełnienie zbrodni celebryty - najpoważniejszej i najbardziej niemoralnej - zdecydowanie się na bycie szczerą". Nawiązała także do sytuacji w swoim kraju, gdzie co czwarta osoba doświadcza problemów ze zdrowiem psychicznym na którymś etapie swojego życia i gdzie każdego dnia ośmiu Australijczyków postanawia rozwiązać je samobójstwem. Wskazała na to, że znana piosenkarka dzieląca się publicznie swoimi zmaganiami w tej sprawie może mieć znaczący pozytywny wpływ na swoich odbiorców. Wydarzenie artystki zostało także umieszczone na 9 miejscu listy 10 najlepszych programów telewizyjnych 2017 roku tygodnika Time.